# Machismo
Il machismo (dallo spagnolo macho, ovvero maschio ma anche dal soprannome del semidio Ercole, in greco mákistos, forma dorica di mékistos, superlativo di makròs (grande)) è un'esibizione di virilità dovuta alla presunta ed erronea convinzione che il maschio sia superiore alla femmina.
Il termine, che si è diffuso a partire dall'inizio del primo Novecento, si traduce nell'esigenza del maschio di mostrare eccessivamente le proprie qualità quali la sopportazione al dolore e nel controllo e repressione delle donne. Il machismo è anche stato assorbito nelle arti, come il cinema e la letteratura, con rappresentazioni maschili che fanno sfoggio della propria virilità per dimostrare il loro valore nelle situazioni difficili.

## Origini

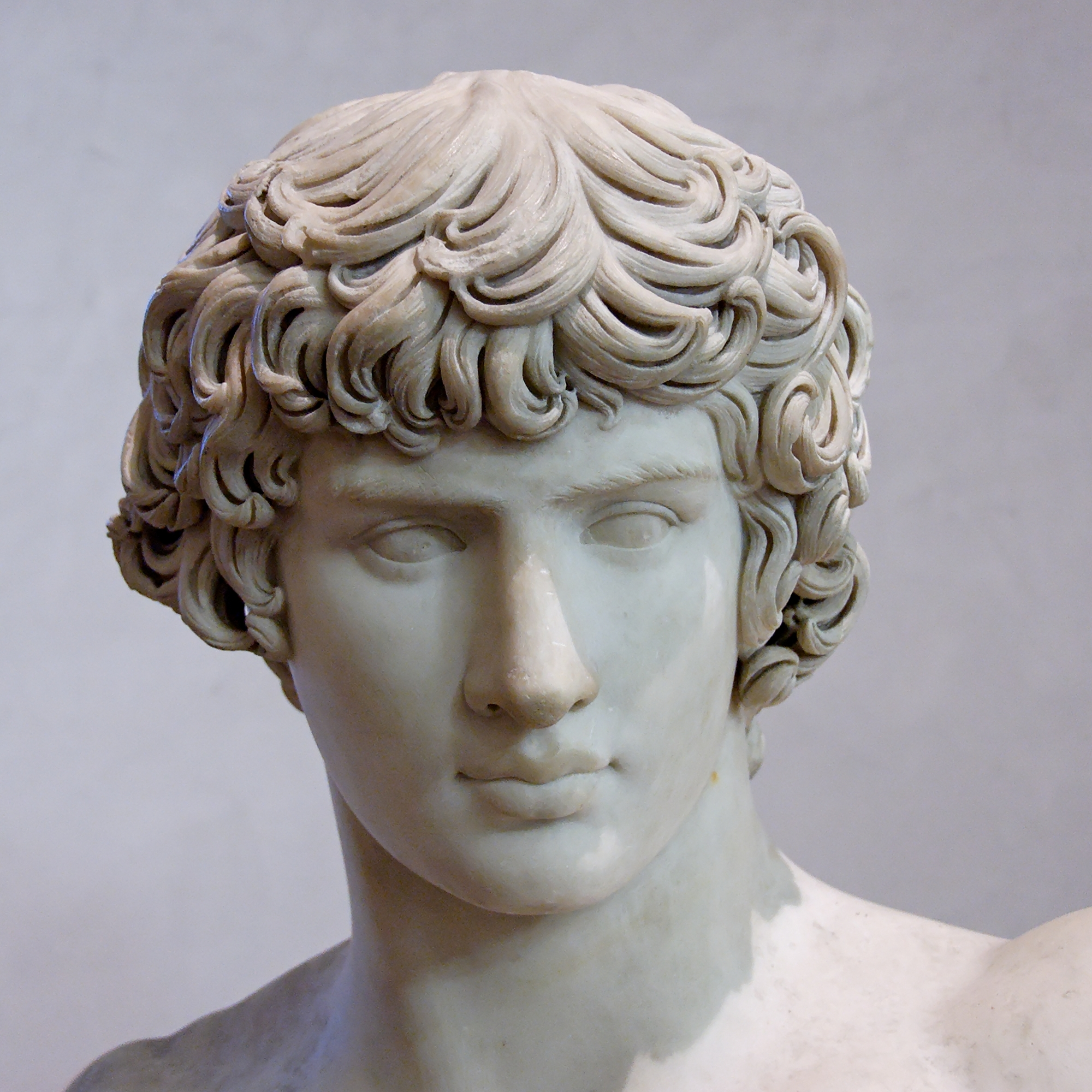
Antinoo, noto per la relazione sentimentale e amorosa avuta con l'imperatore romano Adriano

Il machismo faceva parte dell'omosessualità nell'antica Grecia e non era per forza collegata alla misoginia. Le dee erano adorate nei templi e la poetessa Saffo scrisse dell'amore lesbico. Nei tempi antichi, anche le donne avevano la loro parte di vizi e virtù simili al machismo. La tradizione delle Amazzoni racconta di donne che combattevano eroicamente come difensori nella guerra di Troia e, secondo il National Geographic, "l'archeologia mostra che queste donne feroci fumavano anche erba, si facevano tatuaggi, uccidevano e amavano gli uomini". Il machismo omosessuale ha contribuito a contrastare il potere di Sparta sulle antiche città-stato greche: nel 371 a.C. il battaglione sacro di Tebe era un'unità combattente d'élite composta da 150 coppie maschili omosessuali. A loro fu attribuito il merito di aver contribuito a rimuovere il dominio militare di Sparta e le loro azioni erano legate alla diffusione della cultura occidentale: il generale tebano Epaminonda insegnò a Filippo II di Macedonia le tattiche militari e la diplomazia utilizzate per riunificare i greci sotto la Macedonia. A suo figlio Alessandro Magno fu attribuita l'ellenizzazione di Persia, Egitto e Gerusalemme nel 332 a.C. I greci fecero tradurre le scritture ebraiche nella Versione dei Settanta, favorendo la diffusione dell'ebraismo in tutta la regione.
Alessandro ed Efestione erano stati fortemente influenzati dall'Iliade di Omero, in particolare dall'amore maschile tra Achille e Patroclo. Si sono accoppiati come la loro incarnazione moderna, quasi un millennio dopo la guerra di Troia. Più tardi, l'Impero Romano ha condiviso un certo grado di omosessualità accanto alle virtù della mascolinità. Nel 19 a.C., il poema epico di Virgilio "Eneide" contribuì al folklore di Roma, mentre descriveva l'amore dei compagni guerrieri Niso ed Eurialo. Nel 128 d.C. fu celebrato pubblicamente l'amore dell'imperatore Adriano e Antinoo. Tornato nella cultura ebraica, nel 1006 a.C., il patto tra David e Jonathan fu registrato nel Libri di Samuele. Gradualmente, la Versione dei Settanta sarebbe stata ampliata con nuovi libri greci, formando infine Bibbie cristiane. Le prime versioni esistenti sono il Codex Vaticanus e il Codex Sinaiticus del 300-360 d.C.

## Caratteristiche

### Aspetti positivi
Nella famiglia tradizionale ci si aspetta che l'uomo lavori e provveda alla sua famiglia mentre sua moglie rimane a casa per prendersi cura dei bambini. In quanto tali, i padri sono visti come una figura di autorità distante per i suoi figli, mentre le madri si assumono la maggior parte della responsabilità in questo regno domestico e quindi guadagnano il libero arbitrio e il rispetto finale dei suoi figli. Con l'aumento del potere femminile, le decisioni in famiglia possono assumere un approccio più egualitario, in cui le madri possono avere la stessa voce in capitolo. Allo stesso tempo, la mentalità maschilista negli uomini come fornitori e protettori della famiglia possono motivarli a perseverare attraverso le sfide introdotte dal lavoro. 
"All'interno di ciascuno dei nostri ricordi c'è l'immagine di un padre che ha lavorato molte ore, ha sofferto per mantenere viva, unita la sua famiglia e che ha lottato per mantenere la sua dignità. Un uomo simile ha avuto poco tempo per preoccuparsi della sua "mascolinità". Certamente non ha avuto dieci figli a causa del suo machismo, ma perché era un essere umano, povero e senza "accesso" al controllo delle nascite.
Riddell, Sosa (1974). "Chicanos and el movimiento". Aztlán
L'ideologia del machismo è altrettanto benefica per le donne in quanto incoraggia i loro mariti a provvedere a loro e ai loro figli e a proteggerli. Inoltre, subordinando i loro bisogni a quelli della loro famiglia, le donne guadagnano una vita di sostegno dai loro mariti e figli e in questo modo ottenere un certo controllo in famiglia".
Newhall, Amy (2009). The changing realities of work and family: a multidisciplinary approach
Il machismo può anche spingere gli uomini a difendere il benessere dei suoi cari, della sua comunità e del suo paese. permette di compiere atti altruistici per fornire protezione agli altri. In passato, e anche in molte società attuali in cui le persone si affidano all'agricoltura e all'economia di sussistenza per sopravvivere, il machismo ha aiutato a fornire agli uomini il coraggio di scacciare potenziali minacce per proteggere la sua terra e il suo raccolto.

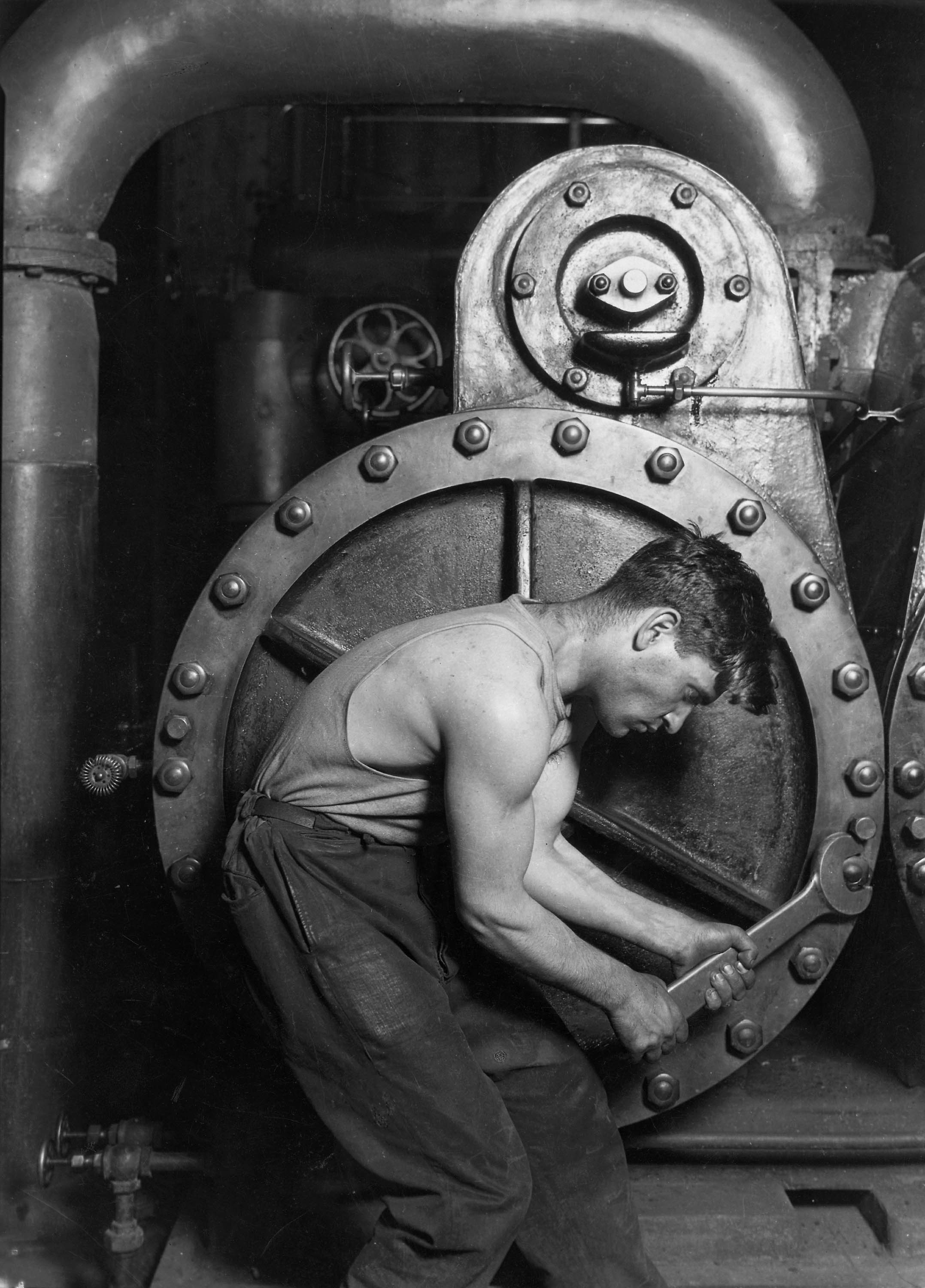
Lewis Hine, 1920. Meccanico di una centrale elettrica al lavoro su una pompa a vapore in una rappresentazione iconica della mascolinità.

Ciò contribuisce al sostanziale divario di genere nella composizione delle forze armate in tutto il mondo, anche considerando la crescente rappresentanza femminile nell'esercito. Al di là delle forze armate, però, l'ideologia maschilista può anche spingere l'uomo a lavorare al servizio degli altri perché si trova in una posizione "superiore", che gli consente di dimostrare il suo successo offrendo le proprie forze per aiutare gli altri. La loro dipendenza da lui può convalidare il suo ego e aiutare a mantenere questa differenza di potere.
Un altro approccio al machismo è quello dell'ideologia del "caballerismo", che poiché un uomo è il capofamiglia, è responsabile del benessere dei membri della sua famiglia. Questo descrive la chiamata per un uomo ad essere cavalleresco e protettivo nei confronti dei suoi cari. Si traduce nella convinzione che un vero uomo non agirebbe mai in modo violento nei confronti di sua moglie o dei suoi figli, ma si assicurerebbe invece che nessun danno venga loro fatto. Il machismo, visto attraverso questo approccio, ispira gli uomini a creare "relazioni interpersonali armoniose attraverso il rispetto di sé e degli altri". Ciò consente ai padri di mantenere rapporti positivi e intimi con i figli e di condividere un rapporto più egualitario con la moglie.
In molte culture del mondo, c'è una lunga tradizione secondo cui l'uomo è il capofamiglia ed è responsabile del mantenimento della famiglia. In alcuni casi, ciò può significare che è l'unico genitore che lavora in un lavoro retribuito, mentre in altre condizioni ciò può significare che entrambi i genitori lavorano, ma ci si aspetta che l'uomo sia il principale contribuente del reddito. In entrambi i casi, parte dell'identità maschile e del rispetto di sé è definita dalla sua capacità di provvedere alla sua famiglia. Se non è in grado di farlo, o se porta a casa meno soldi rispetto alla moglie, la sua posizione di capofamiglia è messa in discussione. In alcune culture, questo può significare per lui un'estrema vergogna se non può svolgere questo ruolo: "che non essere in grado di trovare lavoro significava che "non c'è riconoscimento nemmeno per la [sua] umanità... Coloro che non lavorano sono come persone morte". Oltre a fornire sostegno economico alla sua famiglia, un uomo impegnato in un lavoro retribuito è considerato onorevole perché sta sacrificando tempo ed energie che potrebbe spendere con la sua famiglia. Si tratta di costi che non possono essere rimborsati e quindi un investimento inestimabile da parte sua per il benessere del proprio nucleo familiare.

### Aspetti negativi

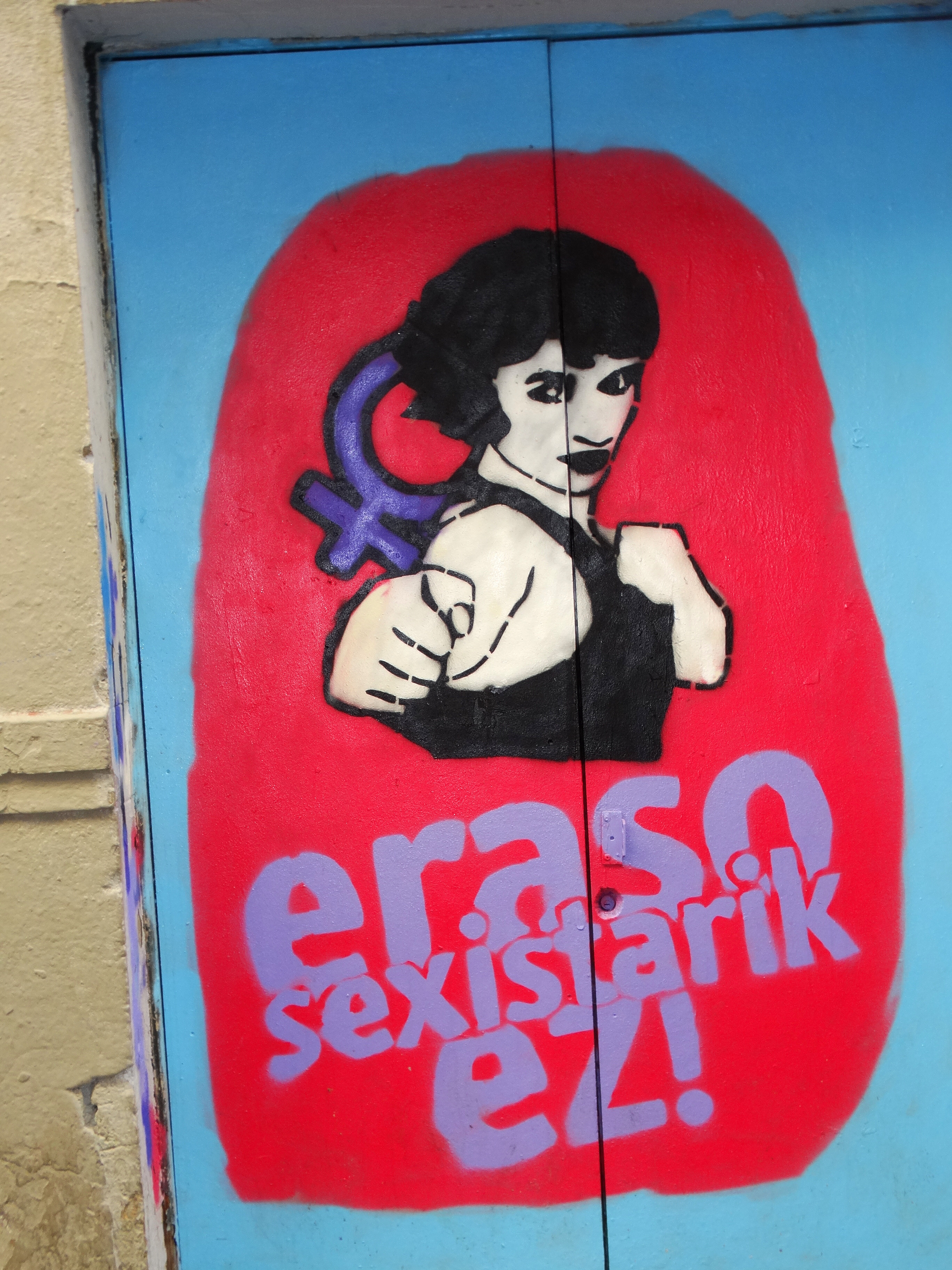
Murale contro il sessismo (in lingua basca) - Pamplona, Spagna

In tutta la letteratura popolare, il termine ha continuato ad essere associato a caratteristiche negative, come sessismo, misoginia, sciovinismo, ipermascolinità e mascolinità egemonica. Gli studiosi caratterizzano gli uomini macho come violenti, maleducati, donnaioli e inclini all'alcolismo. Autori di varie discipline hanno caratterizzato gli uomini macho come dominatori attraverso l'intimidazione e la violenza.
Nella letteratura americana un esempio di machismo viene dal personaggio di Tennessee Williams Stanley Kowalski, un cognato egoista, da Un tram che si chiama Desiderio. Nella commedia (e nell'adattamento cinematografico del 1951), Stanley incarna l'archetipo duro, maschio alfa (ipermascolino), che domina socialmente e fisicamente e impone la sua volontà su sua moglie e sua sorella, Blanche Dubois. Legato alle opinioni aggressive e talvolta misogine di Stanley, c'è un forte senso di orgoglio e onore che porta al suo odio per Blanche.
Nella commedia A View from the Bridge di Arthur Miller, uno dei personaggi principali, Eddie, è un classico stereotipo di machismo. Vuole essere il migliore degli uomini intorno a lui e quando viene picchiato diventa molto agitato e sempre più irrazionale. Gli stereotipi negativi raffigurati nella letteratura americana non sono rappresentativi di tutti i diversi strati del machismo.

#### Attivismo intorno al machismo
"Vogliamo l'uguaglianza per le donne. Il machismo deve essere rivoluzionario... Non oppressivo"

"Vogliamo l'uguaglianza per le donne. Abbasso il machismo e lo sciovinismo maschile". Pubblicato sulla rivista "Palante", 1970

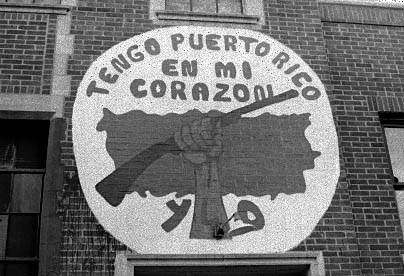
Logo degli Young Lords su un muro di un edificio, 2003.

Fondati nel 1969, gli Young Lords erano un'organizzazione di nazionalisti rivoluzionari portoricani a Chicago e New York City. Lavorando per la liberazione di tutte le persone oppresse, gli Young Lords si opposero al razzismo, al capitalismo e alle ideologie assimilazioniste. Cercando l'autodeterminazione e il controllo comunitario delle istituzioni e del territorio, i leader dell'organizzazione fecero una scelta precisa per denunciare il machismo nel loro programma in 13 punti.
Gli Young Lords si sono opposti al machismo perché, come articolato dal membro Gloria González nel suo editoriale Palante del 1971, serve a dividere i membri del loro movimento. Inoltre, l'organizzazione credeva che il machismo fungesse da estensione del capitalismo, un sistema a cui si opponevano. Capirono la divisione del lavoro e che l'oggettivazione sessuale delle donne è problematica e dannosa per i leader potenzialmente rivoluzionari. Muoversi verso questa piattaforma, tuttavia, non sarebbe stato possibile senza membri femminili all'interno degli Young Lords che hanno fatto pressione sulla leadership dell'organizzazione per rifiutare il machismo durante il ritiro del Comitato centrale regionale della costa orientale nel maggio 1970. In questo ritiro il gruppo ha studiato e teorizzato, denunciando formalmente il machismo per respingere "gli atteggiamenti di superiorità che i fratelli avevano verso le sorelle" e la "passività delle sorelle verso i fratelli (permettendo ai fratelli di uscire da una dimensione superiore, macho o sciovinista)".

#### Prevalenza e acculturazione nel XXI secolo
L'acculturazione e l'educazione sono state proposte per essere un fattore nel modo in cui il machismo viene trasmesso attraverso le generazioni iberiche e latinoamericane negli Stati Uniti. Secondo i ricercatori che hanno misurato nel 2016 i livelli auto-riferiti di machismo tra 72 studenti universitari, 37 che hanno identificato come latino-americani, la "popolazione alquanto unica di studenti universitari che sono stati pesantemente influenzati da atteggiamenti egualitari, valori e norme" può spiegare perché l'etnia non ha predetto direttamente gli atteggiamenti maschilisti in due studi. Poiché l'educazione e l'acculturazione dei valori americani negli individui latini può portare allo sviluppo di atteggiamenti a sostegno dell'uguaglianza di genere, ciò dimostra come il machismo possa gradualmente declinare nel tempo negli Stati Uniti.
Inoltre, i ricercatori hanno analizzato dal 2009 un'ampia indagine trasversale tra 36 paesi, inclusi 6 paesi dell'America Latina, e hanno scoperto che i paesi con una minore disuguaglianza di genere avevano adolescenti che sostenevano atteggiamenti di uguaglianza di genere, sebbene le donne fossero più propense a sostenere i diritti LGBT e non generi tradizionali rispetto ai maschi. Mentre il punteggio medio degli atteggiamenti verso l'uguaglianza di genere era 49,83, con punteggi più bassi che indicavano meno atteggiamenti verso l'uguaglianza di genere, i paesi dell'America Latina hanno ottenuto il seguente punteggio: Cile (51.554), Colombia (49.416), Repubblica Dominicana (43.586), Guatemala (48.890), Messico (45.596), Paraguay (48.370). Il machismo è associato alla disuguaglianza di genere. Pertanto, questo studio suggerisce che gli individui latini che vivono nei loro paesi d'origine possono sostenere più atteggiamenti maschilisti rispetto agli immigrati latini che adottano i valori statunitensi di uguaglianza di genere.
Yui Masuda (University of Miami) ha anche studiato le misure auto-riferite del potere della relazione sessuale tra 40 coppie latine immigrate e ha trovato dati opposti agli atteggiamenti machisti poiché le donne mostravano un maggiore controllo e ruoli decisionali nelle loro relazioni. Infatti il machismo tradizionalmente crea una dinamica di relazione che relega le donne a ruoli sottomessi e gli uomini a ruoli dominanti. L'acculturazione quindi può svolgere un ruolo in questo cambiamento perché le coppie hanno avuto una media di circa 8 anni da quando sono immigrate negli Stati Uniti.
L'acculturazione non è stata solo associata a un declino del maschilismo, ma ha influenzato il modo in cui si manifesta e in cui viene tramandato attraverso le generazioni. Adolescenti messicani coinvolti in relazioni romantiche hanno dimostrato "machismo adattivo", che consiste nelle qualità positive del machismo, come "disponibilità emotiva, dimostrazioni di affetto, desiderio di prendersi cura finanziariamente di una partner femminile, responsabilità nell'educazione dei figli e/o alla comunità o agli amici", durante gli scenari di risoluzione dei conflitti. Inoltre, mentre si è scoperto che i maschi adolescenti messicani avevano determinati valori e atteggiamenti, come il caballerismo, tramandati dalle loro famiglie, il machismo non era tra questi. Poiché le famiglie non insegnano il machismo, ciò implica che può essere appreso da fonti diverse dall'unità familiare, come i coetanei e i media. In definitiva, questi risultati suggeriscono che il machismo sta cambiando rispetto al passato in termini di prevalenza, manifestazione e socializzazione.